# Krisztián Németh (calciatore 1975)
Krisztián Németh (Dunajská Streda, 5 aprile 1975) è un allenatore di calcio ed ex calciatore slovacco di ruolo difensore, attuale direttore sportivo del DAC Dunajská Streda.

## Biografia
È sposato con Lívia, una pallamanista, con la quale ha avuto due figli: Attilu e Leventeho.

## Carriera

### Calciatore

#### Club
Durante la sua carriera ha militato principalmente nella prima divisione slovacca, legando il suo nome con il DAC Dunajská Streda nella quale ha militato in due periodi diversi (1997-2001; 2006-2010), mettendo a segno 12 reti in 185 presenze.

#### Nazionale
Ha debuttato con la nazionale slovacca, il 12 dicembre 2014 in una gara contro la Thailandia.

## Statistiche

### Cronologia presenze e reti in nazionale
| Cronologia completa delle presenze e delle reti in nazionale ― Slovacchia | Cronologia completa delle presenze e delle reti in nazionale ― Slovacchia | Cronologia completa delle presenze e delle reti in nazionale ― Slovacchia | Cronologia completa delle presenze e delle reti in nazionale ― Slovacchia | Cronologia completa delle presenze e delle reti in nazionale ― Slovacchia | Cronologia completa delle presenze e delle reti in nazionale ― Slovacchia | Cronologia completa delle presenze e delle reti in nazionale ― Slovacchia | Cronologia completa delle presenze e delle reti in nazionale ― Slovacchia |
| Data                                                                      | Città                                                                     | In casa                                                                   | Risultato                                                                 | Ospiti                                                                    | Competizione                                                              | Reti                                                                      | Note                                                                      |
| ------------------------------------------------------------------------- | ------------------------------------------------------------------------- | ------------------------------------------------------------------------- | ------------------------------------------------------------------------- | ------------------------------------------------------------------------- | ------------------------------------------------------------------------- | ------------------------------------------------------------------------- | ------------------------------------------------------------------------- |
| 2-12-2004                                                                 | Bangkok                                                                   | Thailandia                                                                | 1 – 1                                                                     | Slovacchia                                                                | King`s Cup 2004                                                           | -                                                                         |                                                                           |
| Totale                                                                    |                                                                           | Presenze                                                                  | 1                                                                         |                                                                           | Reti                                                                      | 0                                                                         |                                                                           |